# 에바리스토 베칼로시
에바리스토 베칼로시(이탈리아어: Evaristo Beccalossi, 1956년 5월 12일 ~ )는 이탈리아의 전 축구 선수이다. 베칼로시는 선수 생활의 대부분을 브레시아 칼초와 FC 인테르나치오날레 밀라노에서 뛰었다.